# Кроссосома калифорнийская
Кроссосома калифорнийская (лат. Crossosoma californicum или лат. Crossosoma californica) — растение рода Кроссосома из семейства Кроссосомовые.

## Ботаническое описание
Кроссосома калифорнийская — деревовидный кустарник от 1 до 5 метров. Листья растения обычно чётко разделены, от 25 до 90 мм, иногда почти круглые, бледно-зелёного цвета. Лепестки цветков от 12 до 15 мм, округлые, белого цвета.

## Распространение
Кроссосома калифорнийская встречается в Калифорнии и в Мексике.